# François Bazin
François Emmanuel Joseph Bazin, född den 4 september 1816 i Marseille, död den 2 juli 1878 i Paris, var en fransk tonsättare.
Bazin var elev vid konservatoriet i den franska huvudstaden, fick 1840 romerska priset, blev 1844 sångprofessor och 1871 kompositionsprofessor vid nämnda konservatorium samt 1872 medlem av Institutet. Han utgav en Cours d'harmonie och skrev flera sångpjäser, bland vilka Prinsens trumpetare och Resan till Kina har uppförts i Sverige.